# Villate
Villate (okzitanisch: Vilata) ist eine französische Gemeinde mit 1187 Einwohnern (Stand: 1. Januar 2022) im Département Haute-Garonne in der Region Okzitanien. Saubens gehört zum Arrondissement Muret und zum Kanton Portet-sur-Garonne. Die Bewohner werden Villatois(es) genannt.

## Geographie
Villate liegt etwa 16 Kilometer südsüdwestlich von Toulouse zwischen Garonne und Ariège. Umgeben wird Villate von den Nachbargemeinden Pins-Justaret im Norden, Labarthe-sur-Lèze im Osten und Südosten, Eaunes im Süden und Südwesten, Muret im Südwesten sowie Saubens im Westen.

## Bevölkerungsentwicklung
| Jahr                      | 1962 | 1968 | 1975 | 1982 | 1990 | 1999 | 2006 | 2012 |
| Einwohner                 | 126  | 179  | 386  | 515  | 556  | 588  | 733  | 871  |
| Quelle: Cassini und INSEE |      |      |      |      |      |      |      |      |

## Sehenswürdigkeiten

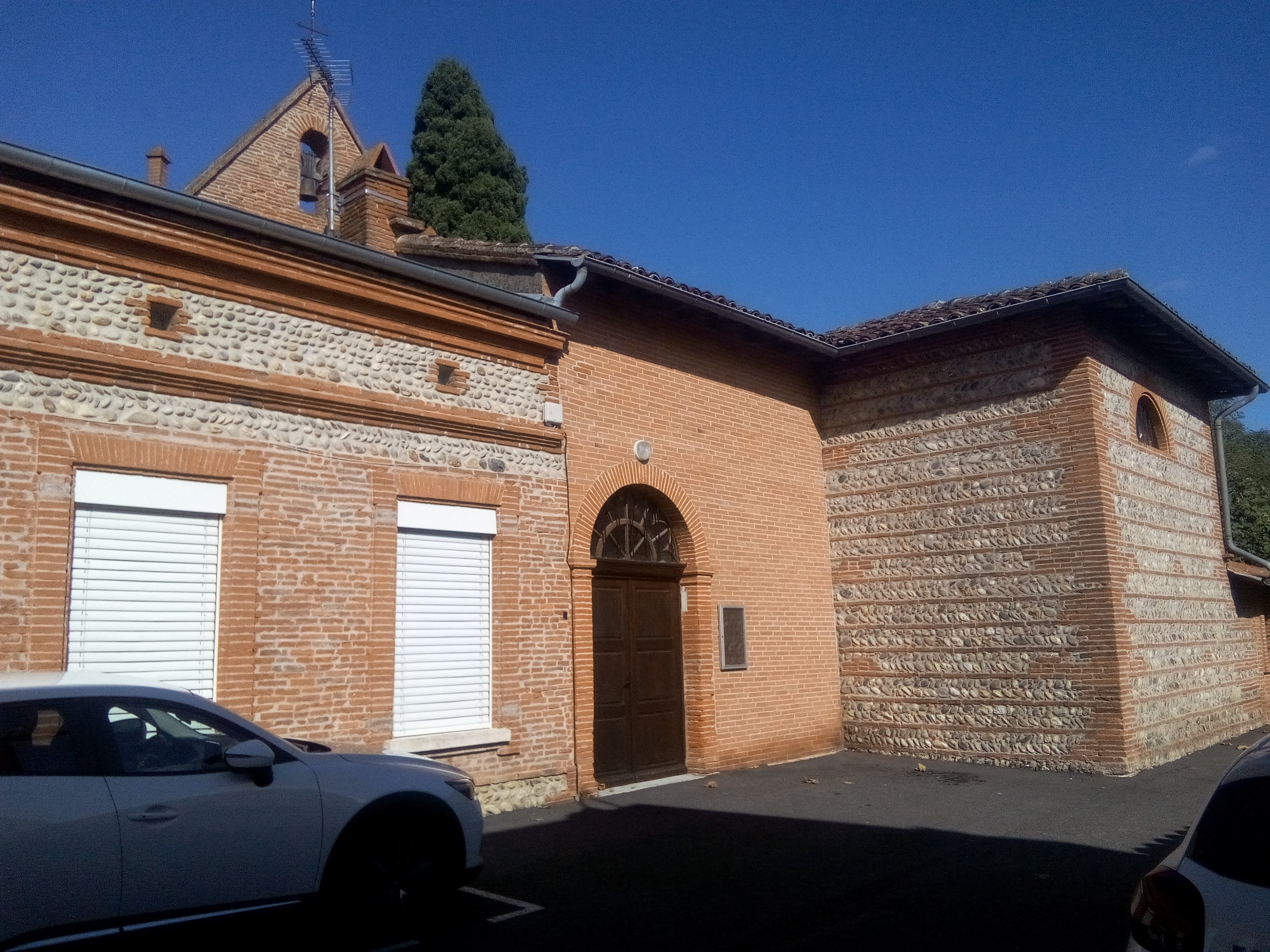
Kirche Saint-Blaise

- Kirche Saint-Blaise mit Glockenturm